# DVDFab HD Decrypter
DVDFab（ディーブイディーファブ）は、中国のフェンタオソフトウェア→ディーブイディーファブソフトウェアによって開発された、DVDやBlu-ray Discをリッピング・バックアップするためのソフトウェアである。

## 概要
- 容易に操作ができるため初心者でも使用することが出来る。最もポピュラーなDVD・ブルーレイのリッピングソフトである。
- 64ビット版ではUltra HD Blu-rayのバックアップにも対応している。
- 製品版のDVDFabには30日間の試用期間が設けられている。
- 日本国内でもAmazonより「DVDFab BD&DVDコピー」「DVDFab BD&DVDコピー プレミアム」「DVDFab DVDコピー」「DVDFab BD&DVDコピー プレミアム for Mac」「DVDFab DVDコピー for Mac」が発売されている。日本国内版は保護を解除する機能を持っていない。

## 歴史
- 前身は「DVDFab Decrypter」で、Blu-ray DiscやHD DVDに非対応なことを除けば、機能はほぼ同一。
- バージョン5.2.2.0から日本語に対応した。
- バージョン7.0.6.0から、片面2層式ディスクを片面1層式に圧縮する機能が実装された。
- 2023年10月17日、デザインや機能を一新した「DVDFab 13」がリリース。

## 特徴

### フリー版
- DVDFab HD Decrypterは製品版の機能を大幅に制限したフリーウェアであり、CSS等を解除してリッピングすることができる。
- バージョン5.0.0.0 Beta以降では無料版の「DVDFab HD Decrypter」と有料版の「DVDFab」の実行ファイルが統合され起動時に選択する方式になった。有料版の試用期間終了後は「DVDFab HD Decrypter」として動作する。
- フリー版は「フルディスク」、「メインムービー」に限定されている。フリー版でバックアップを行う場合、「DVDFab HD Decrypter」→「DVD Shrink」、「ImgTool Classic」→「DVD Decrypter」という順序での使用例が挙げられる。

### 製品版
- ディスクコピー - フルディスク/片面2層→片面1層圧縮/BD→DVD圧縮/メインムービー/分割&結合/カスタム/複数ディスクまとめコピー etc.
- 動画変換 - 4K（UltraHD）入出力/モバイル用動画等作成/最新デバイスに適したフォーマットの自動変換/NVIDIA CUDAを使用した高速変換/チャプター分割　etc.
- ディスク作成 - 異なる形式の動画ファイルをまとめて作成/メニューのカスタマイズ etc.

## 中国製品版の料金体系
2018年10月現在
- DVDFab オールインワンライフタイムギフト（無期限、DVDFab BD&DVDコピー プレミアム相当） - 42,435円
- BDコピー&リッピング（BD Cinavia解除ツール付） - 24,035円
- DVDコピー&リッピング（無期限） - 14,835円
- DVD&BD Cinavia解除ツール（無期限） - 18,285円
- Passkey BD&DVD保護技術解除ツール（無期限） - 12,558円

中国製品版の利用には、WEB上で購入した製品を登録し、アクティブ化する必要がある。ライセンス情報にアカウント情報が記載されれば、製品版の利用が可能。2018年10月より支払いが各国に応じた決済方法に対応したため、中国国外でも製品版の購入が可能になった。

## その他
- 「DVD Decrypter」と名前は似ているが、別のソフトウェア（開発者も異なる）である。
- 「DVD Decrypter」より解除できるコピーガードが多い。
- 西遊記の孫悟空を模したキャラクターをソフトのアイコンなどに使用している。

## 日本国内における著作権改正
日本では、2012年6月20日にDVDなどに用いられる「CSS」などの暗号型技術を、著作権法上の対象となる「技術的保護手段」に追加するDVDのリッピングの違法化を盛り込んだ著作権改正法案が可決されている。これに伴い、CSS等の保護技術を回避してのDVDのリッピングは私的複製の対象外となり違法行為となる（ただし、CSS等の保護技術が使われていないDVDのリッピングについては、改正後も従来と変わりはない）。CSSを回避するプログラム・装置を提供することについても規制され、刑罰の対象となる。その一環として、2015年3月20日より1か月間、サラリーマン山崎シゲルと日本映像ソフト協会のタイアップにより、アンチリッピング防止を呼びかけるキャンペーンが実施された。したがってAmazonより発売されているパッケージ版は、CSS等解除機能は搭載されていない。